# Wohn- und Wirtschaftsgebäude Oberende 25
Das Wohn- und Wirtschaftsgebäude Oberende 25 in der niedersächsischen Gemeinde Lilienthal-St. Jürgen im Landkreis Osterholz stammt aus dem 19. Jahrhundert. Aktuell (2025) wird es zum Wohnen und landwirtschaftlich (Hof Plettenberg) genutzt.
Das Gebäude steht unter Denkmalschutz (siehe auch Liste der Baudenkmale in Lilienthal).

## Geschichte und Beschreibung
Lilienthal geht auf die Gründung des Klosters Lilienthal im 13. Jahrhundert zurück. Der Ortsteil St. Jürgen  liegt nordwestlich des Kerns von Lilienthal und stammt aus dem 12. Jahrhundert.
Das eingeschossige giebelständige Gebäude als Zweiständer-Hallenhaus in Fachwerk mit  Steinausfachungen, hohem Krüppelwalmdach, Uhlenloch und Grooter Door mit Korbbogen wurde Mitte des 19. Jahrhunderts gebaut. Der Wohngiebel wurde massiv erneuert.